# Ataque aéreo a Carquive de 28 de fevereiro de 2022
No dia 28 de fevereiro de 2022, uma série de ataques com munição de fragmentação foi perpetrada pelas Forças Armadas da Rússia contra áreas residenciais de Carquive, segunda maior cidade da Ucrânia, durante a campanha de invasão do oblast homônimo.

## Ataque
A partir das 10h da manhã do dia 28 de fevereiro, o exército russo disparou foguetes de fragmentação a partir de um ou mais lançadores BM-30 Smerch, bem como foguetes do mais antigo sistema BM-21 Grad, contra três áreas residenciais de Carquive. Como consequência, nove civis morreram e trinta e sete ficaram feridos. Quatro ucranianos morreram ao saírem de onde se abrigavam para buscar água ou fazer compras; dois pais e três crianças de uma mesma família morreram queimados vivos em seu carro. As áreas residenciais atingidas se encontram entre o Distrio Industrial e o Distrito Shevchenkivskyi, com explosões na cidade sendo ouvidas até às 14:23 daquele dia.

## Investigações
A partir da análise de 45 materiais gráficos, entre fotos e vídeos, a Human Rights Watch concluiu que as forças russas usaram foguetes de fragmentação disparados do sistema BM-30 Smerch, capazes de dispensar dezenas de munições ou bombas menores enquanto não atingirem um alvo. Há a Convenção sobre Munições de Dispersão, tratado internacional que proibe o uso desse tipo de armamento, dado seu alto potencial de machucar civis. Com isso, considerando que não havia nenhum alvo militar a menos de 400 metros dos lugares atingidos, bem como o uso indiscriminado desses foguetes em áreas residenciais, a Human Rights Watch considera possível classificar o ocorrido como um crime de guerra.
A Anistia Internacional achou evidências de que as Forças Armadas da Rússia usaram de forma repetida munições de fragmentação dos tipos 9N210 e 9N235, bem como minas antipessoal, banidas segundo o Tratado de Ottawa pelos mesmos motivos deletérios que as bombas de fragmentação.